# Scala dei Giganti (Trieste)
La Scala dei Giganti è un'opera civile situata a Trieste, inizia alla base di piazza Carlo Goldoni e arriva fino a San Giusto, passando per via del Monte.

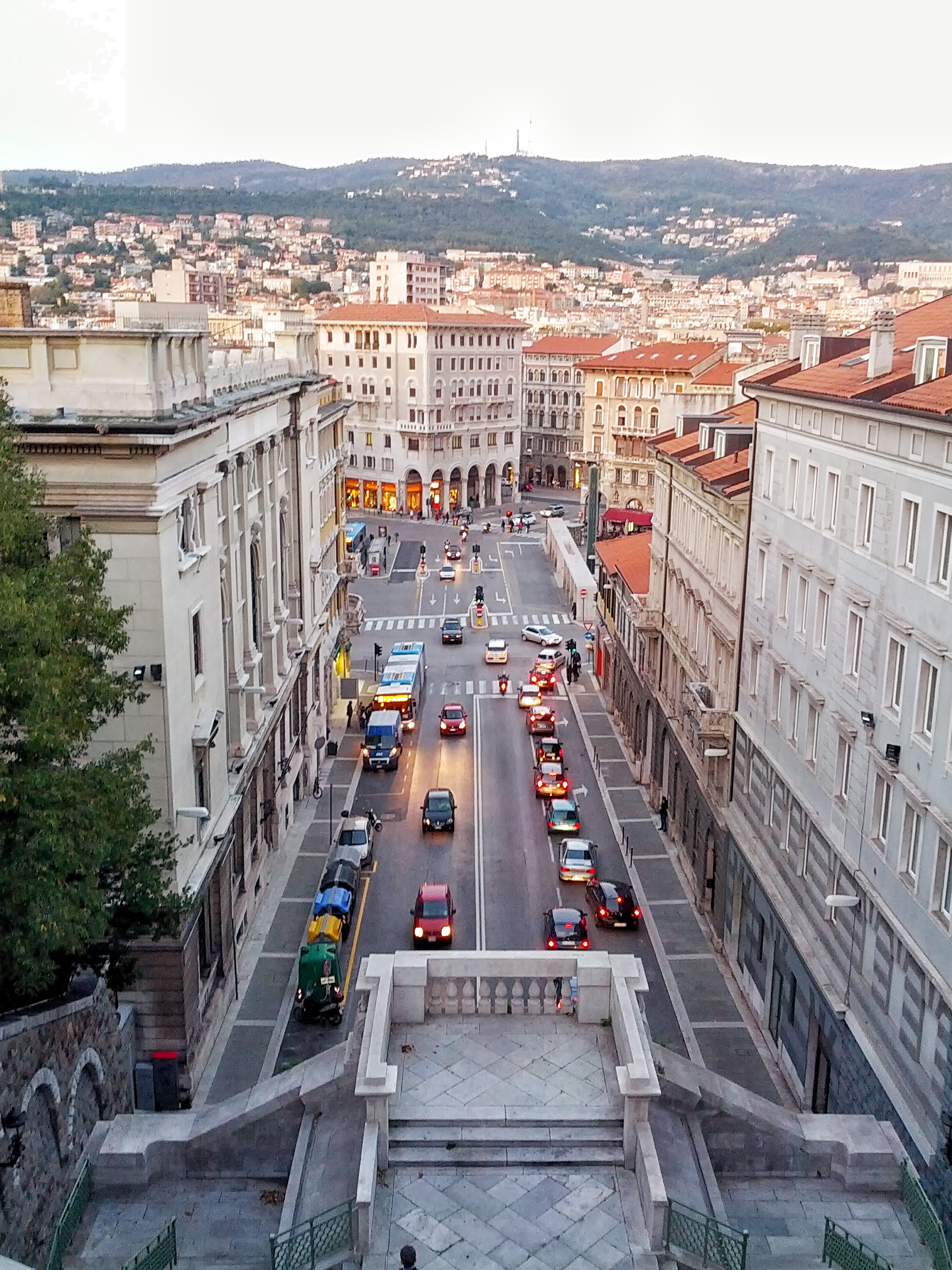
Vista dalla Scala dei Giganti

## Storia
Nel 1838 era solamente formata da scalini di pietra arenaria che connettevano piazza Carlo Goldoni (chiamata all'epoca Piazza della Legna) assieme all'attuale rione di Montuzza (a quei tempi denominato Monte della Fornace). I triestini a causa dell'altezza e della ripidità degli scalini raccontavano che erano stati progettati per dei giganti. Nel biennio 1904-1905 vennero realizzate due gallerie, nate con lo scopo di collegare l'attuale piazza Goldoni col rione di San Giacomo e via San Marco; così da collegare il centro città ai nuovi rioni popolari e alla zona industriale. Alla conclusione del primo tunnel fu deciso di incorniciare la nuova opera con una scalinata ed un portale monumentale, sostituendo la precedente. 

## Costruzione
Il progetto venne affidato a Ruggero Berlam e al figlio Arduino. A metà della Scala dei Giganti, dove le due rampe partenti si incrociano e creano un belvedere, vi è uno spazio vuoto che originariamente doveva esser occupato da una statua dalle sembianze femminili, ma l'idea venne rifiutata, a causa delle somiglianze con la statua della Dedizione di Trieste all'Austria, che oggi si trova in piazza della Libertà, ubicata di fronte alla Stazione di Trieste Centrale.